# Joseph Spruyt
Joseph Spruyt (* 25. Februar 1943 in Viersel, Belgien) ist ein ehemaliger belgischer Radrennfahrer.

## Werdegang
Als Amateur war Spruyt Mitglied im Club Lierse B.C. und von Beruf Metallarbeiter. Bei der Internationalen Friedensfahrt 1964 gewann er die 11. Etappe und die Bergwertung. In der Tour de l’Avenir 1964 wurde er beim Sieg von Felice Gimondi Vierter.
Im Jahr 1965 wurde Spruyt Profi bei Mercier um Raymond Poulidor. Für diese Mannschaft gewann er u. a. 1965 den Druivenkoers Overijse, 1966 den Scheldeprijs und wurde Zweiter der Flandern-Rundfahrt 1966.
Zur Saison 1968 schloss sich Spruyt Faemino-Faema um Eddy Merckx an, mit dem er 1971 zu Molteni wechselte. Bei allen fünf Tour-de-France-Siegen von Merckx gehörte er zu seinen Helfern. Bis zu seinem Karriereende nach der Saison 1976 gewann er drei Etappen der Tour de France, den Pfeil von Brabant 1971, wurde Zehnter der Vuelta a España 1968 und Sechster bei Mailand–Sanremo 1971. Spruyt bestritt alle Grand Tours.

## Erfolge
1964
- eine Etappe und Bergwertung Friedensfahrt

1965
- eine Etappe Paris–Nizza
- Druivenkoers-Overijse

1966
- eine Etappe Paris–Nizza

1967
- eine Etappe Tour de France

1969
- eine Etappe Tour de France

1970
- eine Etappe Tour de France

1971
- Pfeil von Brabant

1974
- eine Etappe Tour de France

## Teams
- 1965–1967: Mercier
- 1968–1970: Faema
- 1971–1976: Molteni